# Marcos Aguirre
Marcos Sebastián Aguirre (30 de marzo de 1984, Arroyito, Argentina) es un exfutbolista y entrenador argentino. Actualmente dirige el primer equipo del plantel Femenino del Lanús.

## Biografía
A los 13 años dejó su Arroyito natal y probó suerte en Club Renato Cesarini, de donde pudo pasar al Club Atlético Lanús con tan solo 14 años. 
Integró la Selección de fútbol de Argentina en las categorías Sub-17, Sub-20 y sub-23, logrando medalla de oro en los Juegos Panamericanos de República Dominicana en el 2003 con la categoría sub-20.
Después de 3 años en con Lanús y logrando el Apertura 2007 con Ramón Cabrera como entrenador, tiene la oportunidad de migrar al fútbol Europeo, al Real Valladolid Club de Fútbol, donde jugaría por 2 temporadas, en la Primera División de España.Marcó sólo un gol,pero será recordado por ser el tanto que le dio la permanencia al cuadro pucelano en la temporada 2008/09 y a su vez envió al Betis a segunda división.Después de su paso por el conjunto español, vuelve a la Primera División de Argentina jugando con Lanús, Arsenal y San Martín de San Juan desde el 2007 hasta el 2011. 
Su participación en Uruguay, en el 2012, con el Club Nacional de Football no fue la mejor, pero integró el conjunto campeón del torneo Uruguayo 2011/2012 y participante de la Copa Libertadores 2012, como lo hizo con Lanús en el 2010. 
En su regreso a Argentina tuvo gran continuidad con Instituto Atlético Central Córdoba de la Primera B Nacional, siendo uno de los más destacados en una temporada floja para el conjunto rojiblanco. 
Posteriormente sigue su carrera en Aragua Fútbol Club de Venezuela donde marca 4 goles en 33 partidos disputados. Luego migraría al Deportes Antofagasta de la Primera División de Chile teniendo un gran rendimiento. Pasa al Club Atlético Bucaramanga de la Categoría Primera A de Colombia en 2016 donde solo disputó 13 partidos y marcó 2 goles.
Por problemas personales, decide regresa al país a mediados de 2016 con la intención de volver a Lanús. Ante la negativa del entrenador Jorge Almirón, decide firmar contrato a préstamo por un año con el Club Atlético Nueva Chicago de la Primera B Nacional, segunda división del fútbol argentino. Allí se ganó el cariño de los hinchas, disputando muchos partidos y marcando 1 gol en el Campeonato. 
Aunque Nueva Chicago mantuvo una importante deuda económica con él, decidió rescindir su contrato antes de finalizar la temporada sin reclamar dicho dinero para emigrar del país al Deportivo Pasto de la Categoría Primera A de Colombia.
En junio de 2018 es contratado por Talleres (RdE).

## Clubes
| Club                   | País      | Año         | PJ | Goles |
| ---------------------- | --------- | ----------- | -- | ----- |
| Lanús                  | Argentina | 2002 - 2007 |    | 11    |
| Real Valladolid        | España    | 2007 - 2009 | 23 | 1     |
| Lanús                  | Argentina | 2009 - 2010 |    | 4     |
| Arsenal                | Argentina | 2011        | 8  | 0     |
| San Martín de San Juan | Argentina | 2011        | 3  | 0     |
| Nacional               | Uruguay   | 2012        | 8  | 1     |
| Instituto              | Argentina | 2012 - 2013 | 30 | 5     |
| Aragua F. C.           | Venezuela | 2013 - 2014 | 33 | 4     |
| Instituto              | Argentina | 2014        | 17 | 2     |
| Deportes Antofagasta   | Chile     | 2015        | 24 | 5     |
| Atlético Bucaramanga   | Colombia  | 2016        | 12 | 2     |
| Deportivo Pasto        | Colombia  | 2017 - 2018 | 16 | 0     |
| Talleres (RdE)         | Argentina | 2018 - 2019 |    | 0     |
| Deportivo Camioneros   | Argentina | 2019 - 2020 | 8  | 1     |

Isabella aguirre

## Palmarés
| Título                     | Club                       | País                 | Año  |
| -------------------------- | -------------------------- | -------------------- | ---- |
| Torneo Panamericano Sub-23 | Selección Argentina Sub-23 | República Dominicana | 2003 |
| Torneo Apertura            | Lanús                      | Argentina            | 2007 |
| Campeonato Uruguayo        | Nacional                   | Uruguay              | 2012 |